# Carrello (Handkarren in Venedig)

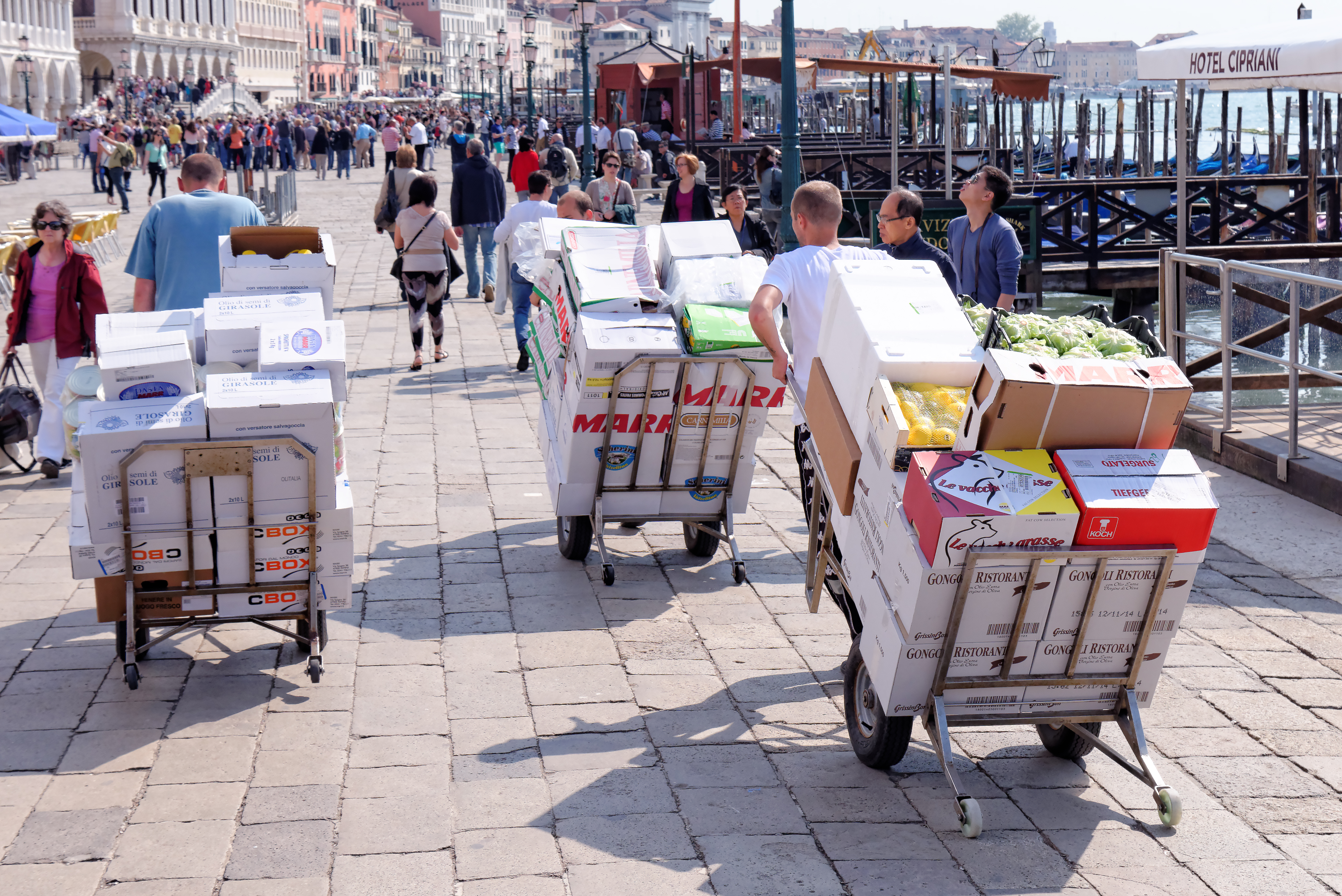
Carrelli bei San Zaccaria

Als Carrelli oder carrelli a mano, auch carretti, werden, neben der allgemeinen Bedeutung für verschiedenste Karren, die Handkarren bezeichnet, die von dazu befugten facchini in Venedigs historischem Zentrum zum Lastentransport eingesetzt werden. Wegen der zahlreichen und vielstufigen Brücken weisen sie bauliche und wegen der Enge und des dichten Fußgängerverkehrs rechtliche Besonderheiten auf. 

## Bauweise
Die Last ruht vorwiegend auf der Hauptachse, die vorderen Stützräder dienen dazu, den Karren über die Tiefe der nächsthöheren Stufen solange vorwärts zu schieben, bis die Räder der Hauptachse auf den vorhergehenden, niedrigeren Stufen aufgesetzt werden können. Die Transporteure (facchini, trasportatori) machen sich mit lauten Rufen wie „attenzione“ (etwa: Achtung, Vorsicht) oder „gamba“ (Bein) bemerkbar.

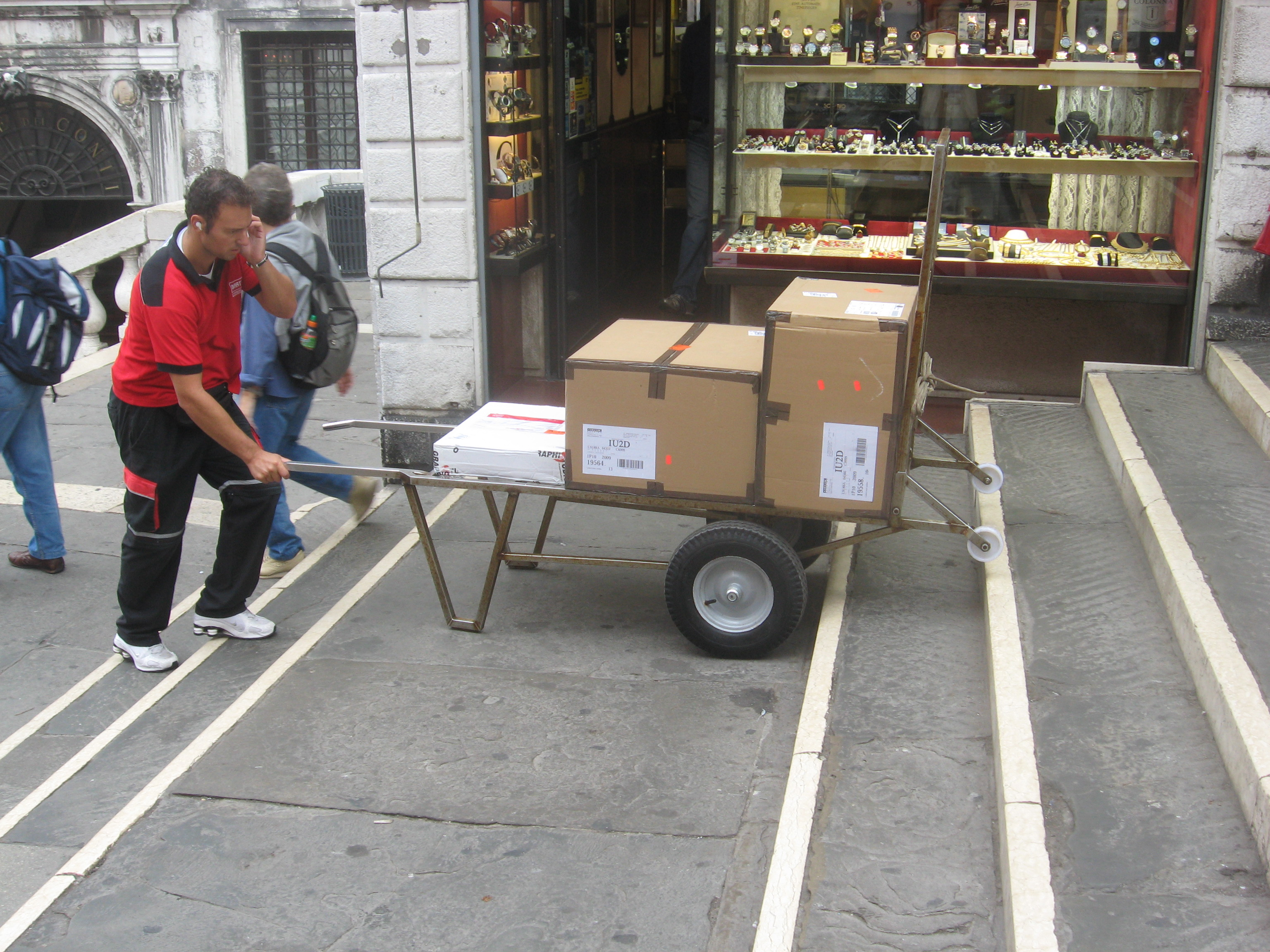
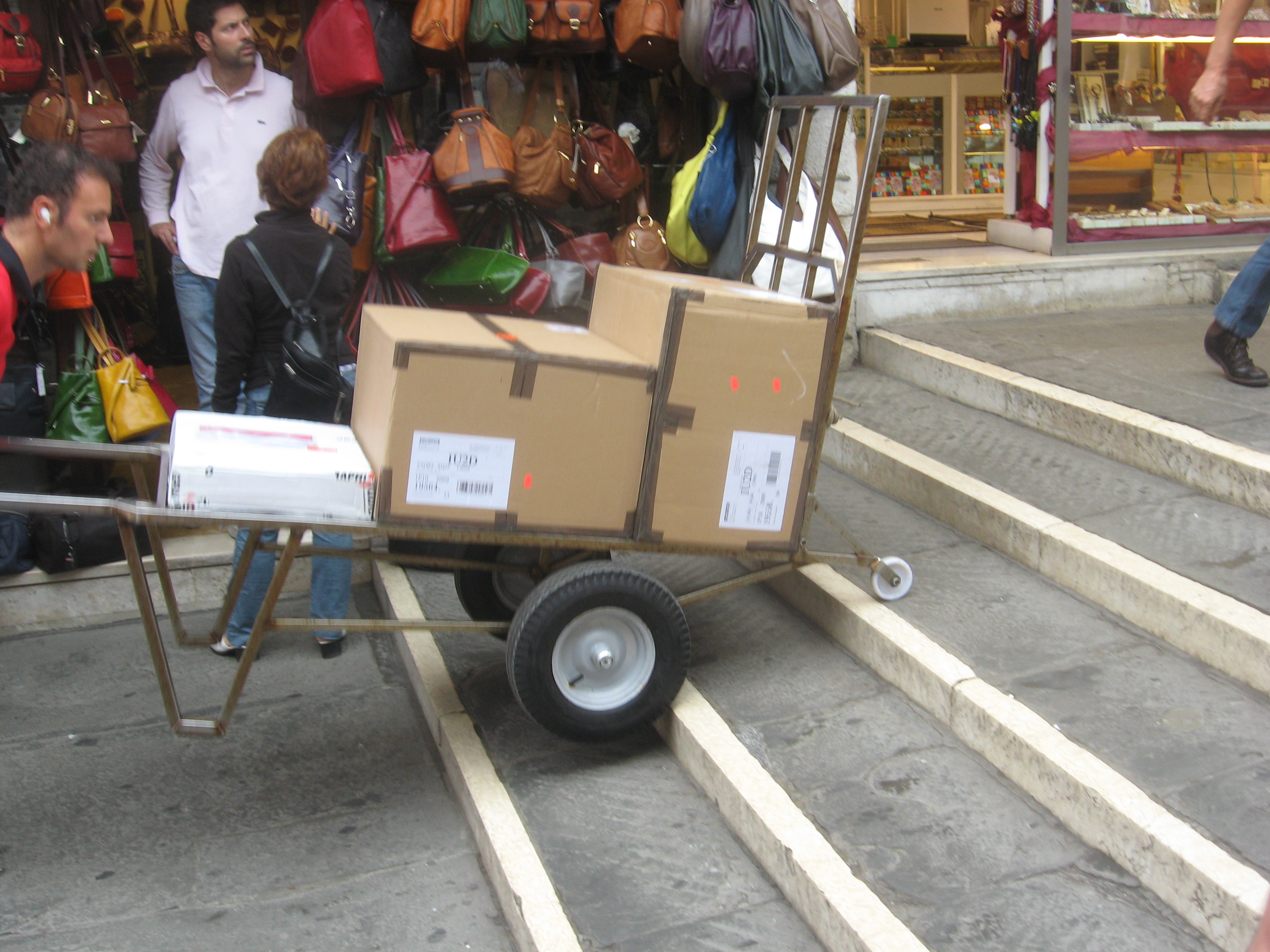
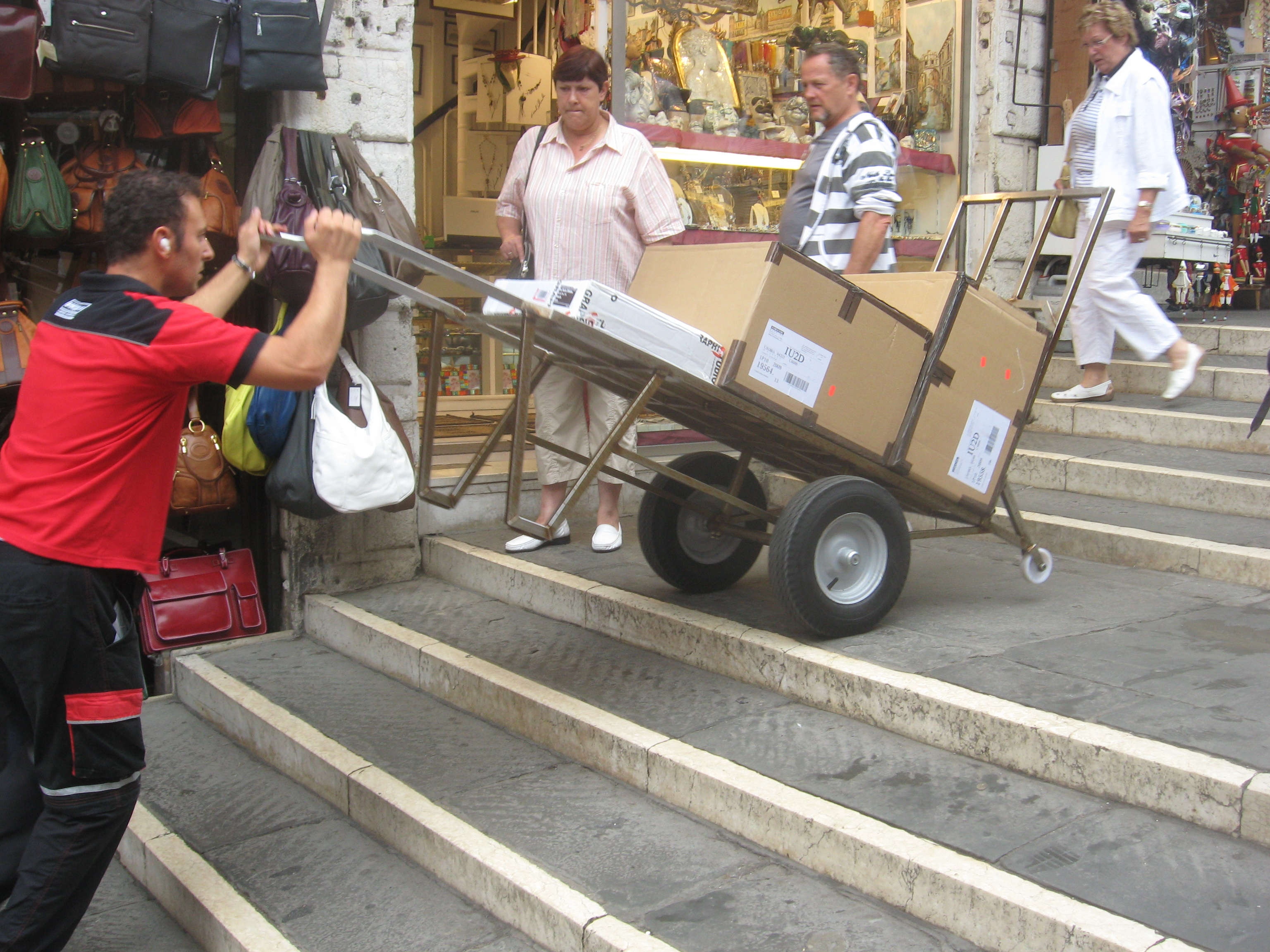
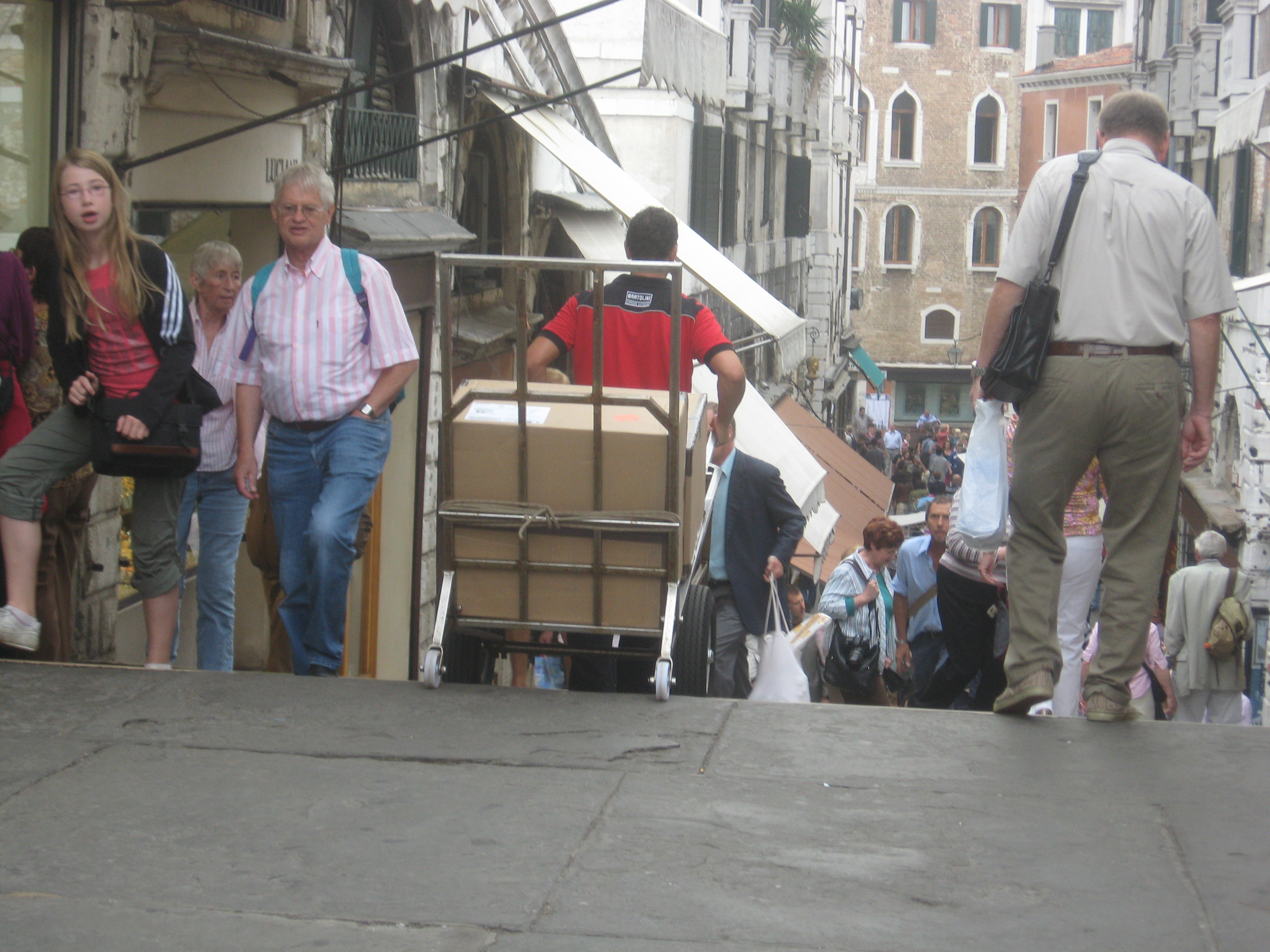

Ein Carrello überquert die Rialto-Brücke

## Rechtsrahmen
Um die Belästigung des Fußgängerverkehrs so gering wie möglich zu halten, aber auch um dem Gegenverkehr in den schmalen Gassen aneinander vorbeizukommen zu ermöglichen, verfügte die Stadtverwaltung, dass diese carrelli a mano (Handkarren) eine Breite, inklusive der Achsen, von höchstens 80 cm haben dürfen. Weiterhin müssen die Karren sowohl an der Hauptachse als auch an den vorderen Stützrädern mit Gummibereifung ausgerüstet sein, um den Untergrund nicht zu stark zu strapazieren und um den Lärm zu mindern. Die facchini sind verpflichtet, die Lastkarren mit größter Vorsicht zu handhaben, um Schäden an Personen oder Sachen zu vermeiden. 
Um eine Mindestkontrolle zu ermöglichen, gibt es seit langem ein einfaches Zulassungsverfahren, d. h., es muss ein entsprechender Antrag bei einer Polizeistelle gestellt werden. Allerdings waren nur noch 40 % der Antragsteller im Jahr 2014 Venezianer, die meisten sind inzwischen Bengalesen, die im Koffertransport tätig sind. Während die Venezianer 5 Euro pro Koffer verlangten, nahmen diejenigen, die keine Lizenz besaßen, Beträge, die weit darunter lagen. Sie arbeiten vor allem an den Ankunftspunkten der Touristen, aber auch Hotels engagieren sie inzwischen, womit auch im Kernstadtbereich die carrelli im Tourismusmarkt unter Druck geraten, während alle anderen Transporte weiterhin in den Händen der Venezianer sind.
Im Bereich der Laubengänge rund um den Markusplatz ist die Benutzung der Lastkarren untersagt. In der Zeit zwischen 10 Uhr und 13 Uhr sowie von 20 Uhr bis 5 Uhr ist der Transport mit den Karren in bestimmten Straßenzügen rund um den Markusplatz (z. B. Mercerie, Frezzerie) verboten. In vielen der schmalen Gassen ist das Passieren unmöglich.
Die Karren müssen eine Tafel mit Angaben über den Eigentümer und dessen Wohnsitz tragen. Der Transport von über die Breite des Karrens hinausstehenden Lasten ist ebenso untersagt wie das Parken auf den öffentlichen Wegen, auch während der Nachtstunden.

## Geschichte
Facchini und ihre carrelli waren bereits in der österreichischen Zeit zwischen 1814 und 1866 insofern Objekt rechtlicher Eingriffe, als sie eine Art Steuereinheit bildeten. Normalerweise wurden nach Volumen berechnete Güter, wie Getreide, anhand einer Tabelle auf ihr Gewicht heruntergebrochen, um bei Ein- und Ausfuhr entsprechende Abgaben auf ihr Gewicht erheben zu können. Ähnliches galt für die Kontrolle des Schmuggels, wobei man den facchini entsprechend ihrer Zahl eine gewisse Menge zugestand, die sie ein- oder ausführen durften. So zahlten sie nur eine Mindestabgabe, nämlich 5 carantani bei der Einfuhr und 25 bei der Ausfuhr pro Zentner. Diese Abgabe belief sich zur Vereinfachung des Verfahrens auf zwei solcher Einheiten pro carretto und eine pro facchino.
Dabei waren die facchini, die üblicherweise die Fracht von den Booten oder an den Marktplätzen aufnahmen und zu den Abnehmern der Waren transportierten, meist auf bestimmte Waren spezialisiert, so etwa diejenigen, die ausschließlich Weinfässer transportierten. Sie sahen sich im 19. Jahrhundert zunehmender Konkurrenz ausgesetzt, denn aus den ärmeren Regionen des Veneto wanderten viele nach Venedig und arbeiteten dort als facchini, zumal es nur eines carrellos als Erstinvestition bedurfte.
Die meisten carrelli waren im 19. Jahrhundert auf der Giudecca im Einsatz, wo der Warentransport aufgrund der zahlreichen dort befindlichen Lager und Magazine besonders umfangreich war. 1869 stellten dort allein die facchini 11 % der arbeitenden Bevölkerung (die barcaioli, die die kleinen Transportboote fuhren, stellten 10 %).